# Aloe fruticosa
Aloe fruticosa é uma espécie de liliopsida do gênero Aloe, pertencente à família Asphodelaceae.